# Forfantone Am
Forfantone Am, född 19 maj 2015 i Halmstad i Hallands län, är en svensk varmblodig travhäst. Han tränas av Roger Walmann och körs av Örjan Kihlström.
Forfantone Am började tävla i maj 2018 och tog sin första seger i debutloppet. Han har till april 2021 sprungit in 4,2 miljoner kronor på 37 starter varav 8 segrar, 8 andraplatser och 7 tredjeplatser. Han har tagit karriärens hittills största seger i Breeders' Crown (2019). Han har även kommit på andraplats i Eskilstuna Fyraåringstest (2019) och Lyon Grand Prix (2020).